# Primul spectacol
Primul spectacol (titlul original: în rusă Концерт мастеров искусств, transliterat: Conțert masterov iskusstv) este un film-spectacol muzical sovietic, realizat în 1952 de regizorii Aleksandr Ivanovski și Herbert Rappaport, protagoniști fiind actorii Maksim Mihailov, Galina Ulanova, Sergei Lemeșev și Natalia Dudinskaia.
Este un film-concert cu participarea a numeroși artiști de operă, balet și dans popular.

## Rezumat
Filmul, constând din numere de concerte individuale de diferite genuri (muzică de operă, balet clasic, dansuri populare), a avut pe rol principale grupuri remarcabile și maeștri ai artelor din Moscova și Leningrad, orchestra simfonică a Filarmonicii din Leningrad, Ansamblul de Stat de dansuri populare al URSS sub conducerea lui Igor Moiseev și mulți alții.

## Distribuție
- Maksim Mihailov – Ivan (scenă din opera Ivan Susanin)
- Galina Ulanova – vals de Chopin
- Sergei Lemeșev – Gherman (scenă din opera Dama de pică de Ceaikovski)
- Natalia Dudinskaia – Raimonda (scenă din baletul Raimonda de Glazunov)
- Konstantin Sergeev – De Brienn (scenă din baletul Raimonda)
- Alla Șelest – Gaiane (scenă din baletul Gaiane de Haciaturian)
- Semen Kaplan – Armen (scenă din baletul Gaiane)
- Nikolai Zhubkovski – Karon (scenă din baletul Gaiane)
- Leokadia Maslennikova – Liza (scenă din opera Dama de pică)
- Sofia Preobrajenskaia – contesa (scenă din opera Dama de pică)
- Tatiana Veceslova – Nune (scenă din baletul Gaiane)
- Nina Guselnikova – Antonida (scenă din opera Ivan Susanin)